# Rino Gaetano
Rino Gaetano, all'anagrafe Salvatore Antonio Gaetano (Crotone, 29 ottobre 1950 – Roma, 2 giugno 1981), è stato un cantautore italiano.
Viene ricordato per la sua voce ruvida e i testi caratteristici delle sue canzoni, nonché per l'ironia e la denuncia sociale dei suoi brani, spesso celata da testi apparentemente leggeri e disimpegnati. In alcune sue canzoni arrivò a fare nomi e cognomi di uomini politici del tempo e non solo e, anche per questo, i suoi testi e le sue esibizioni dal vivo furono più volte segnati dalla censura.
Crocevia della sua carriera fu la partecipazione al Festival di Sanremo 1978 con Gianna, canzone da lui poco amata ma che, anche grazie alla kermesse ligure, divenne un grande successo. L'improvvisa e prematura morte, avvenuta a soli 30 anni per un incidente stradale, ne aumentò ulteriormente la popolarità, innalzandolo allo status di artista di culto.

## Biografia

### Primi anni e trasferimento a Roma

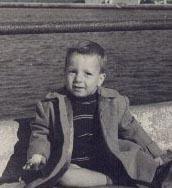
Rino Gaetano da bambino

Nacque a Crotone il 29 ottobre 1950, figlio di Mariarosa Riseta Cipale e Domenico Gaetano, originario di Cutro. Al momento della sua nascita la sua famiglia era appena rientrata in Calabria dopo aver trascorso, per l'imperversare della seconda guerra mondiale, un periodo di sfollamento – comune a tanti altri loro concittadini – a Dolo (Venezia), dove era nata la sorella maggiore Anna. In famiglia era spesso chiamato "Salvatorino", ma Anna preferiva chiamarlo con un ulteriore diminutivo, "Rino", che col tempo finì per diventare l'unico suo appellativo nell'uso quotidiano. Nel marzo del 1960, quando l'artista aveva quasi dieci anni, la famiglia si trasferì a Roma per motivi legati al lavoro dei genitori, pur rimanendo sempre legato alla sua terra. L'anno dopo, Rino fu mandato a studiare nel seminario della Piccola Opera del Sacro Cuore di Narni (in provincia di Terni). Tale decisione non fu presa con l'intento di avviare il ragazzo a una carriera ecclesiastica ma probabilmente per assicurargli una buona cultura e per non lasciarlo troppo solo, dato che entrambi i genitori lavoravano. Lontano dalla famiglia, Rino compose il poemetto E l'uomo volò e legò soprattutto con un insegnante, padre Renato Simeone, che lo ricorda così:
Nel 1967 Gaetano tornò nella capitale, stabilendosi nel quartiere di Monte Sacro, dove avrebbe vissuto fino alla morte, dapprima in via Cimone e poi, dal 1970, in via Nomentana Nuova 53 dove nel 2011 è stata apposta una targa in ricordo dei 30 anni dalla sua scomparsa. Nel 1968, assieme a un gruppo di amici creò il quartetto dei Krounks, un gruppo musicale che eseguiva soprattutto cover. Rino vi suonava il basso e nel frattempo si dilettava a scrivere canzoni. I suoi artisti di riferimento in quegli anni erano cantanti italiani come Jannacci, Battisti, De André, Celentano, ma anche internazionali, come Bob Dylan e i Beatles, come si può leggere nel frontespizio di un quaderno che contiene accordi e canzoni da lui scritte in questo periodo.

### Il Folkstudio e prime esperienze teatrali

Rino Gaetano da ragazzo

Nel 1969 Rino si avvicinò al teatro e iniziò a frequentare il Folkstudio, locale romano dove si esibivano molti giovani artisti. Qui conobbe Antonello Venditti, Ernesto Bassignano e Francesco De Gregori e incominciarono così a emergere quelle caratteristiche che lo differenziavano da altri artisti coevi e che altri frequentatori del Folkstudio mal sopportavano: la forte ironia dei suoi brani e il suo modo di cantare e di criticare. È lo stesso cantautore a ricordare:
Anche Bassignano ricorda:
In quello stesso periodo Gaetano si esibì spesso insieme a Venditti in alcuni spettacoli di cabaret organizzati da Marcello Casco. Tra il 1970 e il 1971 inoltre prese parte a diverse rappresentazioni teatrali: recitò poemi di Majakovskij e interpretò Estragone in Aspettando Godot di Samuel Beckett e la volpe nel Pinocchio di Carmelo Bene.

### L'esordio su 45 giri
Gaetano nel frattempo si diplomò in ragioneria. Per via dei problemi economici della famiglia, il padre cercò spesso di indirizzarlo verso una carriera ben retribuita e per questo motivo gli procurò un posto di lavoro in banca. Tuttavia i progetti di Gaetano per il proprio futuro divergevano profondamente da quelli del padre, col quale raggiunse un compromesso: avrebbe provato ancora per un anno a sfondare nel mondo della musica con la promessa che in caso di esito negativo avrebbe accettato di lavorare in banca. Nel 1972 si iscrisse alla SIAE e conobbe Vincenzo Micocci, proprietario della casa discografica It. Quello stesso anno incise un provino con l'etichetta discografica milanese Produttori Associati, contenente i brani Jacqueline e La ballata di Renzo, ma il disco non venne mai stampato.
Nel 1973, Gaetano incise un 45 giri con la It, I Love You Maryanna, prodotto da RosVeMon (acronimo dai cognomi di Aurelio Rossitto, Antonello Venditti e Piero Montanari). Il cantautore tuttavia preferì firmare il singolo con lo pseudonimo di Kammamuri's, in omaggio a un personaggio dei Pirati della Malesia di Emilio Salgari. Secondo Micocci, la scelta di utilizzare uno pseudonimo era probabilmente frutto di timidezza e insicurezza: il cantautore pareva essere alquanto dubbioso soprattutto riguardo alle sue abilità canore e quindi rispetto all'eventualità di cantare egli stesso i propri brani. Gaetano non era particolarmente intonato, basti pensare che ai tempi delle scuole medie, a Narni, fu escluso dal coro del Seminario, ma è stato, secondo molti esperti del settore, proprio il suo modo di cantare naturale e "sporco" a conferire una tale intensità ai suoi brani.
Lo stesso Micocci ricorda:
Il 45 giri presentava testi comici e goliardici, caratterizzati dalla demenzialità e dal nonsense: sulla figura di Maryanna, destinataria dell'amore di Gaetano in una delle due canzoni, sono state fatte molte ipotesi. La più accreditata, sostenuta anche dalla sorella del cantautore, Anna Gaetano, è che la canzone fosse dedicata alla nonna Marianna. Secondo altri invece il brano alluderebbe provocatoriamente alla marijuana o a un altro personaggio salgariano, Lady Marianna.

### Primi successi

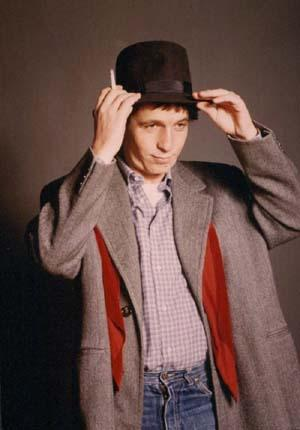
Rino Gaetano nel 1974

Il 1974 fu un anno importante per Gaetano: scrisse i brani del suo primo album, Ingresso libero, poi pubblicato nel novembre dello stesso anno, e incontrò Bruno Franceschelli, con il quale nacque poi un'intensa amicizia. Bruno ricorda così il loro primo incontro:
Gaetano descrisse l'atmosfera del bar menzionato da Franceschelli nel brano Tu, forse non essenzialmente tu. La copertina dell'album ritrae il cantante, in un'immagine volutamente sfocata, mentre cammina davanti a un muro di mattoncini della sua prima casa a Roma e su una porta è appeso un cartello «Ingresso libero». Il titolo allude all'entrata di Gaetano nel mondo della musica. Il disco non riscosse grande successo, mentre il 45 giri tratto dall'album Tu, forse non essenzialmente tu/I tuoi occhi sono pieni di sale ebbe maggior fortuna, catturando soprattutto l'attenzione di Renzo Arbore e Gianni Boncompagni, che inserirono più volte i due brani nella scaletta del loro programma radiofonico Alto gradimento. Rispetto al primo 45 giri, le canzoni di questo nuovo album mostravano un maggiore impegno sociale e abbracciavano temi quali l'emarginazione e l'alienazione industriale.
Nello stesso anno, tramite la RCA Italiana, Gaetano scrisse tre canzoni per Nicola Di Bari: Prova a chiamarmi amore, Questo amore tanto grande e Ad esempio a me piace... il Sud, poi incluse nell'album del cantautore pugliese Ti fa bella l'amore, ma nessuna delle tre ottenne grandi riscontri. La canzone Ad esempio a me piace... il Sud partecipò a Canzonissima ma venne eliminata nelle prime fasi, mentre la versione spagnola Por ejemplo ebbe un discreto successo in America Latina.
L'affermazione arrivò nel 1975 con il 45 giri Ma il cielo è sempre più blu, che vendette solo quell'anno ben 100 000 copie. Si trattava in realtà di un singolo piuttosto atipico poiché conteneva una sola canzone divisa in due parti. Gaetano in questa canzone propose diversi spaccati di vita quotidiana, descrivendoli con ironia, luoghi comuni e contraddizioni. Nel settembre del 1975 il cantautore spiegò in un'intervista a Ciao 2001:
Il brano segnò il primo grande successo di Gaetano ma la popolarità del cantante era ancora molto limitata. Nello stesso articolo infatti, si legge:
Gaetano cominciò a esibirsi sempre più di frequente dal vivo, soprattutto aprendo concerti di Venditti e di altri cantanti già affermati. Quello stesso anno inoltre scrisse insieme a Bruno Franceschelli la commedia in due atti Ad esempio a me piace…, una sorta di mix tra musica e teatro. A tal proposito in un'intervista dell'epoca dichiarò:
Il testo tuttavia, a causa di vari problemi, non andò mai in scena.

### Mio fratello è figlio unicoeAida
Nel 1976, Gaetano incise il suo secondo album, Mio fratello è figlio unico. Con questo disco, il cantautore calabrese cercò di attirare l'attenzione dell'ascoltatore proponendo argomenti drammatici, soprattutto la solitudine e l'emarginazione, temi portanti dell'album. Grazie al nuovo linguaggio e alle nuove soluzioni musicali (come l'utilizzo del sitar, del banjo e del mandolino), Gaetano riuscì a ottenere un album più complesso e maturo del precedente. In una recensione pubblicata da Ciao 2001 poco dopo l'uscita dell'album si leggeva:
(Enzo Caffarelli)
Qualche mese dopo l'uscita dell'album la It organizzò una tournée con i Perigeo. Questa scelta della casa discografica però non convinse il pubblico né la critica. In quello stesso anno Gaetano cedette una canzone inedita, Sandro trasportando, a Carmelita Gadaleta, altra cantante sotto contratto con la It.

Rino Gaetano con la chitarra

Nel 1977 Gaetano compose e incise il suo terzo album, Aida. La scelta del titolo voleva rifarsi all'opera di Giuseppe Verdi, inoltre per il cantante Aida rappresentava l'incarnazione di tutte le donne italiane e dell'Italia stessa. Tramite la figura di Aida, Gaetano ripercorre momenti salienti della storia italiana con uno sguardo del tutto originale, quasi fotografico. In agosto, la rivista Ciao 2001 descrisse l'album come il «frutto di un piacevole incontro fra testi estemporanei, felici anche se un po' amari, e musichetta piacevole, poco invadente, fatta apposta per sottolineare dei momenti particolari».
Nello stesso anno, il cantante venne affiancato in tournée dai Crash, una band emergente della quale Gaetano produsse l'album Exstasis e per cui scrisse il brano Marziani noi. Con l'aumento della popolarità, arrivarono anche le prime apparizioni televisive: sempre nel '77, infatti, presentò il suo brano Spendi spandi effendi al programma Domenica in, a quel tempo condotto da Corrado. In tale occasione fu costretto a tagliare dal testo della canzone la parola «coglione». Il 19 agosto venne invitato allo spettacolo musicale Auditorio A nella puntata dedicata a Gino Paoli, il quale lo presentò così:
In quell'occasione il cantautore eseguì dal vivo i brani Spendi spandi effendi (stavolta senza censure) e Aida, presentandosi in scena in tenuta coloniale con cappello da safari (allusione al verso di Aida «e poi vent'anni di safari»), un vestito color kaki, nonché un tubo e la pistola di una pompa di benzina che richiamavano invece il testo della prima canzone. La scelta di vestirsi in maniera pittoresca nelle apparizioni televisive divenne in seguito uno dei suoi marchi di fabbrica; Jovanotti anni dopo dichiarò:
(Jovanotti)

### Partecipazione al Festival di Sanremo

Rino Gaetano esegue Gianna al Festival di Sanremo 1978, accompagnato nella sua performance dall'apporto umoristico dei Pandemonium

L'idea di portare Rino Gaetano al Festival di Sanremo partì da Vittorio Salvetti, inventore del Festivalbar e da Ennio Melis, direttore artistico della RCA. Gaetano all'inizio si mostrò alquanto scettico in merito a questa possibilità, tuttavia le pressioni da parte della RCA e la convinzione che si trattasse di un'occasione da non perdere, lo portarono pian piano a cambiare idea. Quando la voce iniziò a diffondersi, fan e amici non la presero bene: in quegli anni infatti, per un cantautore, la partecipazione a Sanremo equivaleva a una sorta di tradimento. In molti provarono, senza successo, a dissuaderlo dal proposito. Gaetano aveva intenzione di presentare la canzone Nuntereggae più, tratta dal nuovo album. La RCA tuttavia considerava la canzone poco adatta al Festival per via del lungo elenco di nomi di personaggi noti presente all'interno del testo e consigliò fortemente a Gaetano di presentare Gianna, una canzone più disimpegnata e musicalmente più orecchiabile. Gaetano non apprezzava molto questa canzone, la riteneva troppo commerciale e musicalmente troppo simile a Berta filava, ma alla fine la casa discografica riuscì a far valere la propria opinione.
Il 26 gennaio 1978, iniziò il 28º Festival della Canzone Italiana e Gaetano fece il suo ingresso sul palco con una tuba nera (regalatagli da Renato Zero pochi giorni prima), un elegante frac attillato, papillon bianco, maglietta a righe bianche e rosse e scarpe da ginnastica. Sul bavero del frac portava appuntata una colossale quantità di medagliette, che nel corso dell'esibizione consegnò in parte al direttore d'orchestra e in parte lanciò al pubblico. Gaetano suonava inoltre un ukulele.
Con l'esecuzione di Gianna, per la prima volta a Sanremo venne cantata una canzone che conteneva nel testo la parola «sesso». I Pandemonium entrarono inaspettatamente sul palco verso la fine della performance per cantare il coro finale della canzone, a mo' di sketch umoristico. Gaetano descrisse così la sua esibizione sul palco dell'Ariston:

Rino Gaetano con Stefania Casini, conduttrice del Festival di Sanremo 1978

Bruno Franceschelli invece ha ricordato così l'evento:
L'esibizione di Gaetano raccolse il consenso della critica e del pubblico: alla fine il brano si classificò terzo, dietro E dirsi ciao dei Matia Bazar e Un'emozione da poco di Anna Oxa. Dopo il Festival si diffuse peraltro la voce di un presunto flirt tra il cantautore e l'attrice Stefania Casini, presentatrice di quell'edizione. Intanto Gianna, grazie soprattutto al trampolino di Sanremo, divenne una hit nelle discoteche della Riviera e rimase per quattordici settimane nella top ten, vendendo oltre 600 000 copie. La versione inglese del brano, Gina, non venne mai pubblicata, mentre la versione tedesca venne cantata da Wolfgang Petry. Dopo la partecipazione al Festival, la carriera antecedente di Gaetano rimase praticamente oscurata dal successo di Gianna: per gran parte del pubblico infatti il cantautore era noto semplicemente come «quello di Gianna», molti dei suoi fan "storici" invece interpretarono la canzone e la partecipazione a Sanremo come una caduta di stile.
Un'opinione controcorrente arrivò da Ciao 2001:
Gaetano, in ogni caso, rimase alquanto spiazzato dalle conseguenze della sua partecipazione al Festival, tanto da pentirsi di questa sua scelta:

### Nuntereggae piùe le polemiche
Nello stesso anno Gaetano condusse su Radio uno un programma radiofonico dal titolo Canzone d'Autore in cui musicisti emergenti erano invitati a commentare un proprio brano musicale. La sigla del programma era E cantava le canzoni, tratta dal quarto album del cantante.
Dallo stesso album venne tratta Nuntereggae più, una delle canzoni più famose e discusse di Gaetano, per via dei numerosi riferimenti politici e del lungo elenco di nomi presente nel testo. Il cantautore a tal proposito dichiarò: «Le canzoni non sono testi politici e io non faccio comizi. Questo è uno sfottò. Insomma, per me "Nuntereggae più" è la canzone più leggera che ho mai fatto».

Rino Gaetano durante una delle sue esibizioni

Alcune strofe della canzone si presentavano come vere e proprie liste di personaggi che a quel tempo "invadevano" le radio, le televisioni e i giornali e per questo motivo essa fece molto discutere. In fase di registrazione, inoltre, i toni della canzone vennero ammorbiditi e alcuni dei nomi inseriti nella prima versione vennero eliminati o sostituiti. Ad esempio il nome di Aldo Moro fu eliminato in seguito al sequestro e all'assassinio del presidente della DC. Altri "tagli" al testo riguardarono Indro Montanelli, Lino Banfi, Frank Sinatra, Michele Sindona e Camillo Crociani. Vincenzo Mollica ricorda così il brano:
In quell'anno Gaetano partecipò a una tournée e ad alcune manifestazioni canore, la più importante delle quali avrebbe dovuto essere la serata finale di Discomare '78 svoltasi presso i templi di Selinunte il 23 agosto 1978. Il cantante avrebbe dovuto eseguire Nuntereggae più, ma la Rai, che trasmetteva l'evento in diretta, provò a opporsi e perciò Gaetano per protesta abbandonò la manifestazione.
Nello stesso periodo fu invitato da Maurizio Costanzo al suo programma televisivo Acquario: il conduttore e l'allora deputata Susanna Agnelli, ospite della puntata, erano due dei nomi citati nella canzone Nuntereggae più, che il cantautore mimò in playback, nuovamente indossando un cilindro; Costanzo, che evidentemente non apprezzava il brano, presentò l'artista come «autore di canzoncine ironiche, scherzose e scanzonate, che, vista la sua passione di fare elenchi, si dedicherà presto a mettere in musica forse le Pagine gialle»; la futura senatrice invece sottolineò il diritto dei giovani come Gaetano di prendere in giro e criticare le generazioni precedenti.
A ottobre Gaetano andò a Madrid per incidere la versione spagnola del 45 giri Nuntereggae più dal titolo Corta el rollo ya ("Dacci un taglio"): il cantante riadattò il testo inserendovi personaggi spagnoli della politica, dello spettacolo e dello sport come Santiago Carrillo, Pirri, Vicente del Bosque e Susana Estrada. Il disco uscì in primavera e ottenne un discreto successo.

### Ultimi anni
La partecipazione a Sanremo segnò decisamente un punto di svolta nella carriera e nella vita del cantautore, nulla sarebbe più stato come prima:
(Andrea Scanzi)
Spronato dai discografici a produrre nuove canzoni, Rino Gaetano si recò sull'Isola di Stromboli a cercare ispirazione, quindi il 23 febbraio 1979 volò a Città del Messico dove incise il suo nuovo album, Resta vile maschio, dove vai?, il primo pubblicato con la RCA. L'album contiene la prima e unica canzone di tutta la discografia di Gaetano non interamente scritta da lui: il testo della title track venne scritto infatti da Mogol, dopo un incontro fra questi e il cantautore. Nonostante la promozione, il 33 giri non ottenne il successo sperato e non superò le 200 000 copie vendute. Gaetano attribuì lo scarso successo dell'album alla scelta di sperimentare sonorità latinoamericane, peraltro molto in voga in quel periodo, come risposta alla crisi della musica d'autore (analoghe sonorità erano state inserite da un altro cantautore della RCA, Claudio Baglioni, nell'album Solo). I critici incolparono invece la sua mancanza d'ispirazione.

Gaetano in una delle sue ultime foto

Le sue esibizioni erano notevolmente cambiate rispetto ai primi tempi: il cantante aveva un seguito decisamente maggiore e la scenografia adesso era studiata nei minimi dettagli. Gaetano prese parte prima al Festivalbar e poi, in ottobre, partecipò al Discoestate a Rieti. In quest'occasione si rese protagonista di una protesta: non accettò il fatto di dover cantare in playback e quando arrivò il suo turno, invece di far finta di cantare, decise di fare l'indifferente e fumarsi una sigaretta.
In questo periodo Gaetano comprò una casa a Mentana, vicino a Roma, probabilmente in vista di un futuro matrimonio con la sua fidanzata Amelia. Sempre nel 1979, durante un concerto sulla spiaggia di Capocotta (citata anche nel testo della canzone), prima di cantare Nuntereggae più, Gaetano affermò:
Nel 1980, Gaetano incise il suo sesto e ultimo album, E io ci sto. Questo album propose nuove sonorità; ciò che colpì maggiormente del disco fu il tono più serio delle canzoni, l'impegno civile dimostrato dal cantautore e l'utilizzo di sonorità rock. Nonostante le vendite inferiori rispetto al solito, Gaetano si dichiarò soddisfatto per via del messaggio duro e preciso trasmesso dall'album e per via del diverso tipo di attenzione richiesto al pubblico. Nel febbraio del 1981 Ciao 2001 scriverà:
Quello stesso anno, su invito di Giovanni Tommaso, partecipò con Anna Oxa, Lucio Dalla e Ivan Cattaneo all'album Alice del gruppo Perigeo. Gaetano cantò i suoi brani Al bar dello sport (ovvero sogghigni e sesso) con Maria Monti e Confusione gran confusione assieme a tutti gli altri ospiti. A dicembre partì per l'Ecuador, dove aveva in programma alcune serate.
Nel 1981, la RCA organizzò una nuova tournée, presentata da Shel Shapiro: Gaetano si esibiva al fianco di Riccardo Cocciante e dei New Perigeo. La scelta di affiancare artisti così lontani tra loro non convinse pienamente Gaetano, né tanto meno la critica. La serata d'apertura era al Teatro Tenda di Roma e Gaetano nel corso dell'esibizione apparve insolitamente cupo e serio: il padre infatti era ricoverato in terapia intensiva da qualche giorno. Da due concerti della tournée in questione, tenuti il 4 e 5 marzo 1981 rispettivamente presso l'Auditorium di Pistoia e il Palasport di Novara, fu tratto un mini-album dal vivo dal titolo: Q Concert: il disco conteneva quattro brani tra cui Ancora insieme, del quale Gaetano era coautore, e una sua versione di A mano a mano di Cocciante. Quest'ultimo a sua volta reinterpretò Aida.
Il 31 maggio 1981 il cantautore fece la sua ultima apparizione televisiva, cantando E io ci sto e Scusa Mary nel programma Crazy Bus su Rai2. In quegli stessi giorni incise anche alcune canzoni insieme ad Anna Oxa, tra cui una cover de Il leone e la gallina di Mogol e Lucio Battisti.

### La tragica morte
La vita e la carriera di Rino Gaetano si interruppero tragicamente il 2 giugno 1981, all'età di trent'anni, in seguito a un incidente stradale a Roma. Già l'8 gennaio 1979 un fuoristrada contromano aveva spinto la Volvo di Gaetano contro il guard rail; il cantante era rimasto illeso e la sua auto distrutta. il cantautore aveva deciso poi di acquistare un'altra Volvo, una 343 grigio metallizzato. Il 2 giugno, dopo una serata passata nei locali, stava tornando a casa da solo a bordo della sua auto. Alle 3:55, mentre percorreva via Nomentana, all'altezza dell'incrocio con via Carlo Fea, perse il controllo della vettura e invase la corsia opposta. Un camionista che sopraggiungeva nell'altro senso di marcia provò a suonare il clacson, ma l'urto con il mezzo pesante fu inevitabile. La parte anteriore e il lato destro della Volvo vennero distrutti; Gaetano batté violentemente la testa contro il parabrezza, sfondandolo, mentre l'impatto del petto sul volante e il cruscotto fu violentissimo. L'autopsia rivelerà come causa della perdita di controllo un possibile collasso prima dell'impatto. Il conducente del camion Antonio Torres, che prestò i primi soccorsi al cantante, raccontò infatti di averlo visto accasciarsi di lato e iniziare a sbandare per poi riaprire gli occhi solo pochi attimi prima dell'impatto.

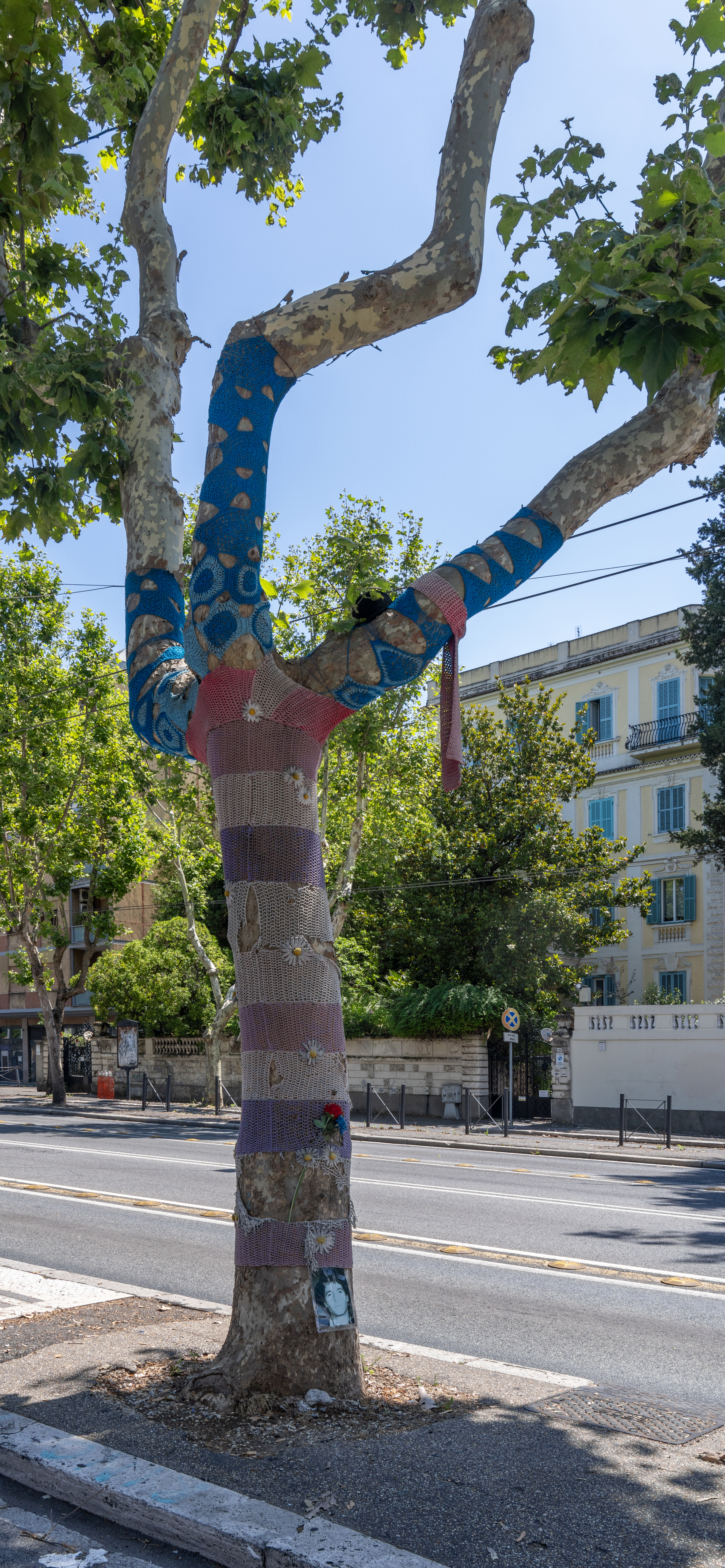
Albero sulla via Nomentana a Roma, su cui perse la vita Rino Gaetano, fotografato nel 2023

Quando arrivarono i mezzi di soccorso, Gaetano era già in coma; giunto al Policlinico Umberto I furono riscontrate una frattura alla base cranica, varie ferite a livello della fronte, una frattura dello zigomo destro e una sospetta allo sterno. Il policlinico non aveva però un reparto attrezzato per gli interventi d'urgenza sui craniolesi, così il medico di turno, il dottor Novelli, si mise alla ricerca di un'altra struttura dotata di un reparto di traumatologia cranica. Vennero contattati telefonicamente il San Giovanni, il San Camillo, il CTO della Garbatella, il Policlinico Gemelli e il San Filippo Neri, ma non si riuscì a trovare un posto disponibile. Finalmente ricoverato al Gemelli, Gaetano morì alle sei del mattino. Seguirono polemiche per il ricovero tardivo, venne aperta un'inchiesta giudiziaria e presentata un'interrogazione parlamentare.
I funerali si tennero il 4 giugno nella chiesa del Sacro Cuore di Gesù, dove Gaetano avrebbe dovuto sposarsi di lì a poco. Alle esequie parteciparono parenti, amici, personaggi della musica, dirigenti della RCA e fan. Le spoglie vennero dapprima sepolte nel piccolo cimitero di Mentana, poi il 17 ottobre trasferite al cimitero del Verano.

## Teorie alternative sulla morte

### Predizione della morte e rifiuto degli ospedali
In La ballata di Renzo, canzone scritta da Gaetano dieci anni prima della morte, si narra la storia di un ragazzo di nome Renzo che muore in circostanze simili a quelle del cantautore:
(Rino Gaetano, La ballata di Renzo)
Nella canzone, Renzo viene investito da un'auto e muore dopo essere stato rifiutato da molti ospedali di Roma per mancanza di posti, mentre i suoi amici sono al bar. Questo ha portato molti fan a sostenere che Gaetano avesse in qualche modo predetto la sua morte. Nella canzone vengono infatti citati tre degli ospedali che rifiutarono di ricoverare il cantautore il 2 giugno 1981: il Policlinico, il San Giovanni e il San Camillo. In realtà, a differenza della canzone, il cantautore fu rifiutato dagli ospedali perché essi non disponevano, all'epoca, di strutture adeguate per eseguire l'operazione chirurgica di cui egli necessitava.
In un suo libro, l'avvocato penalista Bruno Mautone ipotizza che la morte di Rino Gaetano non fosse affatto un evento casuale, ma che, all'opposto, si sia trattato di un omicidio organizzato dai servizi segreti italiani, probabilmente su commissione degli omologhi statunitensi, in quanto le canzoni del cantautore crotonese citavano nomi e fatti che sarebbero dovuti rimanere segreti. Secondo l'autore, la fonte delle rivelazioni di Gaetano sarebbe stata un suo carissimo amico, Enrico Carnevali, il quale morirà pochi mesi dopo in un incidente stradale "avvenuto al pari di Rino, sulla Nomentana". Va sottolineato che quella di Mautone rimane solo un'ipotesi, per la quale non ci sono prove definitive a supporto.

## Tributi ed eventi postumi

Rino Gaetano con uno dei suoi tipici cappelli

Nonostante la breve carriera artistica, il nome di Gaetano viene annoverato tra i grandi della musica italiana. Diversi, a questo proposito, sono stati i tributi dedicati all'artista di Crotone.
Nel 1993 venne pubblicata per l'etichetta EMI una raccolta di cover delle canzoni di Rino intitolata E cantava le canzoni - La nuova musica italiana ricorda Rino Gaetano, in occasione dell'Arezzo Wave di quell'anno. Gli Afterhours parteciparono alla realizzazione della compilation con la loro reinterpretazione del brano Mio fratello è figlio unico mentre i Loschi Dezi (in seguito Mau Mau) riarrangiarono Ahi Maria con la produzione di Carlo Ubaldo Rossi.
Nel 1994 i Ritmo Tribale inserirono una cover rock di Ma il cielo è sempre più blu nel loro album Mantra.
Nel 1995 uscì il film Il cielo è sempre più blu, diretto da Antonello Grimaldi, con un nutrito cast di attori italiani; il titolo è un chiaro riferimento alla canzone di Gaetano, utilizzata anche come colonna sonora.
Nel 1996 gli Articolo 31 inserirono nell'album Così com'è la canzone Così e cosà, in cui viene campionata Gianna.
Nel 2001 venne pubblicata la prima biografia ufficiale del cantautore, Rino Gaetano live, a cura di Emanuele Di Marco.
Nel 2002 Marco Morandi incise l'album Io nuoto a farfalla (il titolo derivava da un brano inedito di Gaetano) e al concerto del Primo Maggio di quell'anno, condotto da Claudio Amendola, venne riservato un tributo all'artista crotonese.
Nel dicembre dello stesso anno la famiglia Gaetano mise all'asta l'ukulele del cantautore, lo strumento originale con cui questi si era esibito al Festival di Sanremo nel 1978. Il ricavato venne devoluto per finanziare la costruzione di un Centro medico per bambini di Emergency in Sierra Leone.
Il 15 luglio 2003 uscì il remix dance del DJ Molella di Ma il cielo è sempre più blu, presente anche nella raccolta Sotto i cieli di Rino. Il DJ, tra l'altro, reintegrò nella versione remix il verso «chi tira la bomba, / chi nasconde la mano», tagliato nella versione originale per opera della censura.
Nell'ottobre del 2004 Giorgio Panariello condusse su Rai Uno il varietà Ma il cielo è sempre più blu. Il titolo della trasmissione era un chiaro omaggio a Gaetano e la sorella del cantautore, Anna, fu una degli ospiti della prima serata.
Nel 2006 venne prodotto il film di Daniele Luchetti Mio fratello è figlio unico che traeva il nome dall'omonima canzone di Gaetano. Nello stesso anno, venne lanciata un'iniziativa per portare la musica e i testi di Rino Gaetano nelle scuole della provincia di Crotone come materia di studio.
Sempre nel 2006 i pugliesi del gruppo Folkabbestia incisero una cover della canzone Ahi Maria e la inclusero nel loro album 25-60-38. Breve saggio sulla canzone italiana.
Il 27 novembre 2007 Carlo Lucarelli ha parlato della morte del cantautore in DeeGiallo, programma radiofonico in onda su Radio Deejay nel quale lo scrittore ricostruiva in forma narrativo-documentaristica delitti irrisolti legati al mondo della musica.
Al Festival di Sanremo 2007 Paolo Rossi presentò il brano In Italia si sta male (si sta bene anziché no), scritto da Gaetano ma rimasto incompiuto. Il brano inedito gli venne proposto da Mauro Pagani, ex membro della PFM e l'attore accettò subito per amore del cantautore calabrese. Paolo Rossi dichiarò prima del Festival:
A proposito del brano, prodotto da Claudia Mori, invece affermò:
Nel novembre dello stesso anno venne trasmessa su Rai Uno una miniserie televisiva sulla vita del cantautore intitolata Rino Gaetano - Ma il cielo è sempre più blu, dove viene interpretato da Claudio Santamaria.
Nel 2008 il suo amico e collega Toni Malco inserì una cover di Mio fratello è figlio unico nel suo ultimo album Sensazione scomoda.
Nel 2009 la cantante Giusy Ferreri realizzò una cover di Ma il cielo è sempre più blu, inserita nell'album Fotografie.
Nel luglio 2010 uscì una nuova raccolta del cantautore crotonese, E cantavo le canzoni. La raccolta era corredata dalle parole di noti estimatori di Gaetano come Jovanotti, Fiorello e Simone Cristicchi.
Il 27 luglio 2010 venne proiettato al Giffoni Film Festival il cortometraggio scritto e diretto da Paolo Scarlato Non voleva essere un giullare, sugli ultimi momenti della vita del cantautore.
Dal 2011 a piazza Sempione nel quartiere Monte Sacro, a poche centinaia di metri da dove abitava il cantante a Roma, si tiene un concerto di tributo: il "Rino Gaetano Day" . Nella prima edizione del 2011, a trent'anni esatti dalla scomparsa di Gaetano, vari artisti reinterpretarono alcune tra le sue canzoni più famose. All'iniziativa parteciparono tra gli altri Ernesto Bassignano, Claudio Santamaria, Andrea Rivera e Sergio Cammariere. Quest'ultimo, oltre a essere un ammiratore di Gaetano e delle sue canzoni, soprattutto quelle legate alla Calabria come Anche questo è sud, I tuoi occhi sono pieni di sale e Ad esempio a me piace il sud, è suo cugino:
Il 28 giugno 2011 Sony Music pubblicò una raccolta di cover, per commemorare e celebrare il trentesimo anniversario dalla sua scomparsa, intitolata Dalla parte di Rino e distribuita in edizioni standard e special. Numerosi artisti come Gianluca Grignani, Roberto Vecchioni, Giusy Ferreri, Tricarico, Simone Cristicchi e Patty Pravo hanno contribuito all'album. Roy Paci & Aretuska hanno rivisitato Nuntereggae più sostituendo i nomi del testo con quelli di personaggi contemporanei.
Nel 2012 il rapper J-Ax inserì nel suo album Meglio live! una cover in chiave rock della canzone Rare tracce. Il cantante ha dichiarato:
Nel 2017 Nesli e Alice Paba incisero una cover di Ma il cielo è sempre più blu nell'EP Kill Karma - Neslintrovabili del cantautore senigalliese, tale canzone sarebbe dovuta essere presentata al Festival di Sanremo 2017 durante la terza serata, tuttavia poiché il regolamento di quell'anno prevedeva che solo gli interpreti che avevano superato le selezioni delle prime due serate si esibissero con una cover, il duo non ebbe la possibilità di cantare il brano.
Nel 2018 Anna Gaetano affida al cantautore romano Artù un brano di Rino Gaetano rimasto incompleto. La canzone, intitolata Ti voglio, esce l'11 maggio, mentre il video è affidato a Maurizio Nichetti.
Il 25 giugno 2021 esce, sempre per Sony Music, la raccolta Istantanee e tabù che include il brano inedito Io con lei e altre rarità come ad esempio i provini inediti di E io ci sto e Metà Africa metà Europa.
Dal 16 febbraio al 28 aprile 2024 si tiene a Roma, nel Museo Comunale di Roma in Trastevere, la prima mostra ufficiale sul cantautore, intitolata "Rino Gaetano, il poeta contemporaneo" . La mostra è organizzata da Alessandro Nicosia e dal nipote di Rino, Alessandro Gaetano. Vengono esposti al pubblico per la prima volta alcuni degli effetti personali di Rino Gaetano custoditi fino ad allora dalla sorella Anna, tra cui la collezione di strumenti musicali, di dischi, di cappelli, alcune fotografie e riconoscimenti postumi dati alla famiglia. 

### Il Rino Gaetano Day
Dal 2011 ogni 2 giugno, anniversario della morte di Rino, si tiene a Roma l'evento di commemorazione "Rino Gaetano Day", organizzato da Anna e Alessandro Gaetano (rispettivamente sorella e nipote del cantautore). Lo scopo dell'evento è quello di promuovere la musica del cantautore alle nuove generazioni, nell'anniversario della sua scomparsa. Ogni anno numerosi ospiti ed artisti calcano il palco dell'evento e omaggiano il cantautore crotonese assieme alla presenza della Rino Gaetano Band, tribute band ufficiale. Nel corso delle edizioni sono state ospitate anche numerose ONLUS ed enti benefici, tra cui l'AFVS Associazione Familiari e Vittime della Strada.
Le prime edizioni dell'evento si sono tenute a Piazza Sempione, nel quartiere Monte Sacro dove Rino Gaetano è vissuto fino alla sua morte. Nel 2019 il concerto-evento è stato spostato all'Ippodromo delle Capannelle; nel biennio 2020-2021 l'evento è stato trasmesso in diretta live sui canali social degli organizzatori, in rispetto delle norme allora previste a seguito della diffusione di Covid-19. Nel 2022-23 ad ospitare il concerto è stato Parco Talenti, mentre l'edizione del 2024 si è tenuta a Città dell'Altra Economia, nel quartiere Testaccio. 

### Rino Gaetano - Ma il cielo è sempre più blu

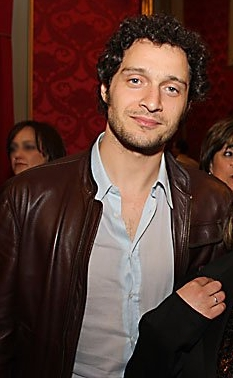
Claudio Santamaria interpreta il cantautore nella fiction Rai

Nel novembre 2007 venne trasmessa su Rai Uno una miniserie televisiva in due puntate sulla vita del cantante, intitolata Rino Gaetano - Ma il cielo è sempre più blu, diretta da Marco Turco e interpretata da Claudio Santamaria, Kasia Smutniak, Laura Chiatti e Ninetto Davoli. La serie venne prodotta dalla Ciao Ragazzi di Claudia Mori, la quale affermò:
Claudio Santamaria, che nella fiction interpretò il cantautore, descrisse così il suo personaggio:
La fiction fu bersaglio di varie critiche, in particolare da parte della sorella di Rino, Anna Gaetano. Secondo Anna, infatti, la fiction sarebbe stata troppo romanzata, rispecchiando poco la vita e la carriera del cantautore e insistendo in maniera poco veritiera su alcuni aspetti, come il conflitto col padre e il rapporto con l'alcol.
Anche Antonello Venditti, in due interviste, esternò le sue perplessità circa la fiction Rai, sottolineando la mancanza di un riferimento all'abuso di cocaina, a suo avviso una delle concause della tragica morte del cantante:
Anna Gaetano non gradì affatto neppure le dichiarazioni di Venditti, tanto da querelarlo per diffamazione. Secondo l'esposto presentato alla procura della Repubblica dai legali di Anna Gaetano, gli avvocati Gian Antonio e Aldo Minghelli, le affermazioni di Venditti «sono da ritenersi profondamente lesive non solo dell'artista che, pur nel suo breve percorso di vita, ha segnato la storia della musica italiana, e dell'uomo Rino Gaetano, ma soprattutto della sua memoria, che si è cercato di infangare attraverso il riferimento a fatti non corrispondenti al vero ed evocati a distanza di ben 26 anni dalla sua tragica scomparsa». Repentina arrivò la precisazione da parte del cantante romano:
Anna Gaetano evidenziò inoltre altre incongruenze nelle interviste rilasciate da Venditti circa la fiction e la vita del cantautore, ripromettendosi di difendere la memoria del fratello «con le unghie e con i denti», fino alla morte. Essendo emersa l'assenza di ogni volontà denigratoria da parte di Venditti, nel luglio 2008 la querela di Anna Gaetano fu respinta.

## Omaggi

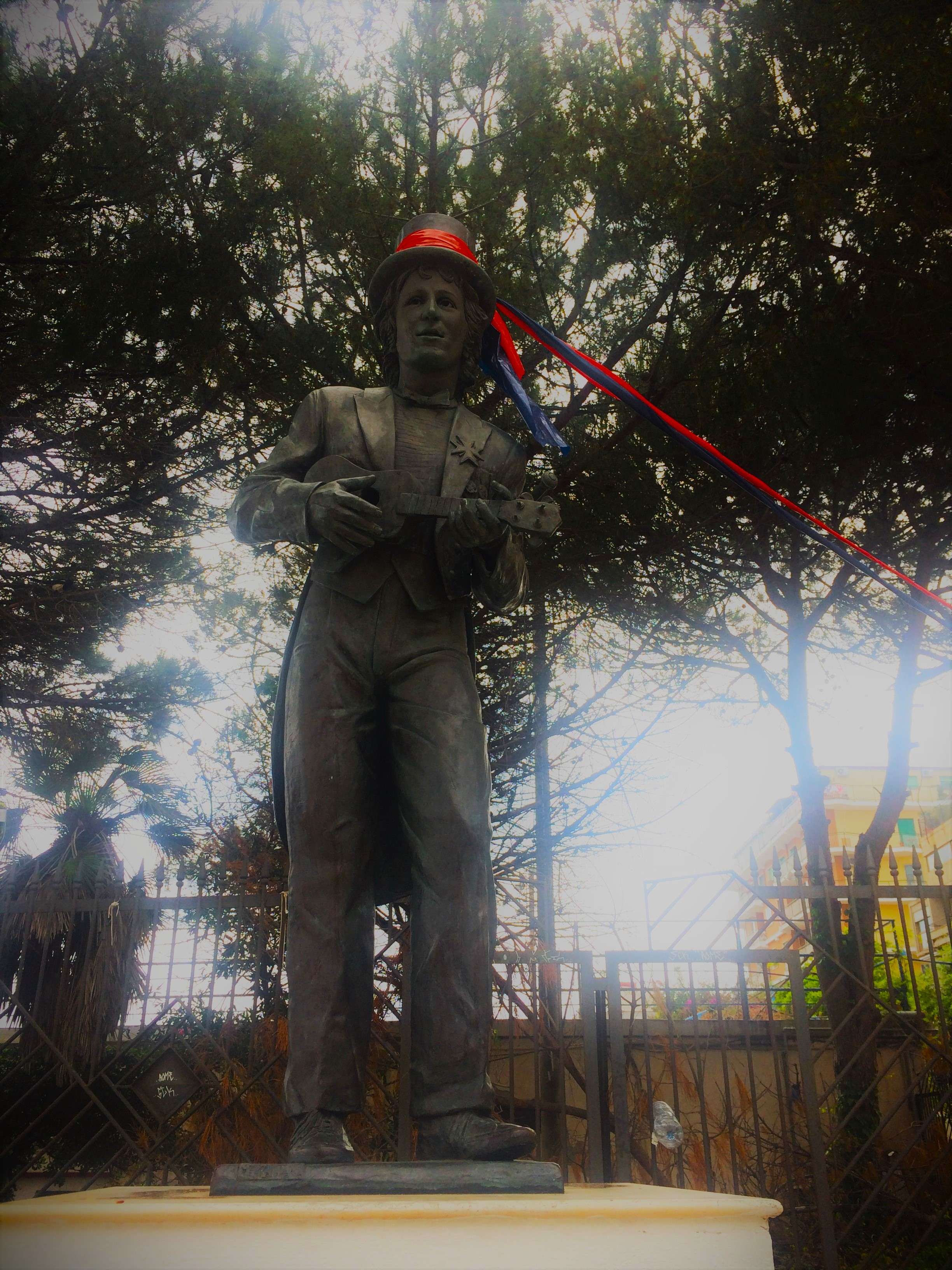
Statua raffigurante Rino Gaetano nell'omonima piazza a Crotone, realizzata dallo scultore Elio Malena

- Nel 1982, a un anno dalla morte del cantautore, da un'idea di Pino Scarpettini nacque il premio Rino Gaetano, uno spettacolo per ricordare il cantautore calabrese e lanciare giovani voci nel panorama musicale. Nel corso degli anni l'iniziativa ha ottenuto un successo e un'importanza sempre maggiori.[97]
- Dal 4 all'8 settembre 2002 a Crotone si è tenuta la prima edizione di un festival in memoria di Gaetano e in tale occasione venne sancita anche la nascita di "Una casa per Rino", centro polifunzionale di musica per la Calabria e il Meridione, aperto ai nuovi artisti.[98]
- Nel novembre del 2004 la giunta comunale di Roma, città d'adozione del cantante, gli intitolò una via a Vigne Nuove. Il 19 luglio 2008 la città di Crotone inaugurò, nella piazza già intitolata al cantante, una targa e una statua in bronzo realizzata dallo scultore cirotano Elio Malena[99]. Tale statua raffigura Gaetano in cilindro, frac e ukulele, proprio come il cantautore si era presentato al Festival di Sanremo.[100]
- Il 3 maggio 2010 a Cutro, paese d'origine della famiglia del cantautore, venne intitolata una piazza alla memoria di Rino Gaetano. Per l'occasione, inoltre, venne dipinta a mano una gigantografia di Gaetano che può essere ancora ammirata all'interno della sala consiliare dello stesso comune.[101]
- Il 7 giugno 2011 venne inaugurata una targa in onore del cantautore in via Nomentana Nuova, 53 a Roma, proprio all'entrata dell'edificio in cui Gaetano visse fino al 1981. La targa recita: «Qui è vissuto dal 1970 al 1981 Rino Gaetano, grande autore e interprete della canzone italiana. Ma il cielo è sempre più blu.»[102]
- Numerose vie in varie città d'Italia hanno preso il nome del cantautore crotonese: Mantova, Lissone (MB), Grugliasco (TO), Soliera (MO), Tor Lupara e Roma, Santa Severina (KR), Caulonia Marina (RC), Amaroni (CZ), Soveria Simeri (CZ), Cassano d'Adda (MI)
- Nel 2023 gli è stato dedicato un viale della Villa Comunale a San Cassiano (LE), nel luogo dove si svolse il concerto del 1977, inciso nel CD2 della raccolta Live & Rarities.

## Modelli e fonti d'ispirazione
Numerosi sono stati gli artisti, italiani e internazionali, che hanno influenzato la formazione musicale e il percorso artistico di Rino Gaetano. Fra loro Enzo Jannacci, come lo stesso Gaetano dichiarò nel 1976 a Ciao 2001:
Molti critici tra l'altro hanno ravvisato delle somiglianze tra il singolo di Gaetano Ma il cielo è sempre più blu e quello di Jannacci Quelli che... Tuttavia se Jannacci nel suo brano esprime lo sdegno con forte cinismo, la rabbia di Gaetano sembra venire più dal profondo. Un altro degli artisti preferiti di Gaetano è stato Fred Buscaglione, come ricordato da Venditti:
Buscaglione non si era limitato a cantare ma aveva creato intorno a sé un personaggio ironico portando in scena i classici luoghi comuni sull'uomo "vero". Così, quando nel maggio del 1980 la Rai propose a Gaetano di partecipare a una serata per il ventennale della morte di Buscaglione, egli accettò subito. Il cantautore nell'occasione interpretò in uno scenario anni trenta Il dritto di Chicago inscenando la parodia di un gangster. La canzone, reinterpretata da Gaetano, è presente nella raccolta Live & Rarities.
Secondo Bassignano, Gaetano è rimasto il più originale e il più "italiano" tra i cantanti di quel periodo:
D'altra parte se si analizza l'iter artistico-musicale del cantautore non si può prescindere dal considerare taluni artisti internazionali (come Bob Dylan) che Gaetano ha sempre dimostrato di apprezzare. Un'importante fonte d'ispirazione sono stati per lui i Beatles. Infatti è grazie a loro se, nel 1962, Gaetano scoprì la passione per la musica e la prima chitarra gli venne regalata proprio per strimpellare le canzoni del quartetto di Liverpool. Il cantautore crotonese aveva sempre apprezzato i Fab Four per via delle innovazioni che avevano portato in ambito musicale. Gaetano ammirava anche Bob Marley e il reggae, rimase impressionato soprattutto da No Woman, No Cry, una canzone che influenzò le sue prospettive musicali e il suo gusto per il ritmo. Durante la realizzazione di Aida, per esempio, il cantautore aveva cercato di ottenere una melodia cullante e reggae simile a quella della canzone di Marley. In un suo pezzo inedito, Ciao Charlie, Gaetano rivolgendosi a un suo mito musicale cantava «Ciao Charlie / ti ringrazio di mille illusioni con le tue canzoni», l'identità del personaggio a cui Gaetano si riferiva tuttavia è incerta. Il brano inoltre termina con una sequela di saluti ai suoi padri artistici: «Ciao Jimi, Ciao Bob, Ciao Paul, Ciao John, Ciao Otis».
In ogni caso, Gaetano non trasse ispirazione solo da artisti musicali, la sua era una cultura molto più vasta e completa. Più volte dichiarò di apprezzare autori teatrali come Majakovskij e soprattutto Ionesco, con la sua opera paradossale. Durante una puntata del programma televisivo Discoring, Rino provò a citare questi nomi ma venne immediatamente fermato da Boncompagni, che lo pregò di non scomodare nomi illustri per giustificare canzoni prive di senso.

## Tematiche ricorrenti
Nei suoi brani, Gaetano affrontò i temi più disparati: varie problematiche sociali, la questione meridionale, l'emigrazione, l'emarginazione, la corruzione della classe politica, l'alienazione industriale e tanti altri. Inoltre Gaetano faceva spesso dei riferimenti nei suoi testi alla classe nobile e al "sangue blu", servendosi delle armi dell'ironia e del paradosso.
Nelle sue canzoni il crotonese non tralasciò uno dei temi più classici e ricorrenti, quello dell'amore, trattandolo del resto in maniera poco ordinaria. Innanzi tutto evitò temi autobiografici, come teneva a precisare lui stesso:
Inoltre era attento a non cadere nei soliti cliché:
L'amore secondo il cantautore è simile all'oppio, regala uno stato euforico e poi una condizione di serenità in cui è impossibile distinguere il reale dall'immaginario. Talvolta, l'amore rappresenta per Gaetano solo il pretesto per trattare altri temi; in Sfiorivano le viole, ad esempio, una storia d'amore si lega alla storia d'Italia di quegli anni.

### Emigrazione e il Meridione
La famiglia Gaetano, come tante altre nel sud Italia, era stata costretta a emigrare. Il cantautore, così, attingendo anche alla sua esperienza personale, trattò più volte il tema dell'emigrazione nei suoi testi, precisando:
In Agapito Malteni il ferroviere, ad esempio, il tema dell'emigrazione si lega a quello della cronaca: un macchinista meridionale, stanco di vedere la sua gente emigrare «lasciando la sua falce in cambio di un martello», decide di fermare un treno diretto a nord. Nonostante fosse emigrato in giovane età insieme alla famiglia, Gaetano rimase sempre legato al Meridione e in molti suoi brani descrisse gli scenari poetici della sua terra, senza tralasciare le antiche tradizioni in voga e le problematiche ancora attuali. Molto particolare in tal senso è la canzone Cogli la mia rosa d'amore dedicata a un fotografo di cartoline incaricato di ritrarre il Meridione. Nel testo è il Sud stesso a parlare, chiedendo di essere ritratto fedelmente e proponendo diverse immagini suggestive. Non manca anche in questa occasione un riferimento all'emigrazione:
(da Cogli la mia rosa d'amore - Rino Gaetano)

### Emarginazione

Rino Gaetano nella copertina della raccolta E cantavo le canzoni

Uno dei temi più affrontati da Gaetano, soprattutto nell'album Mio fratello è figlio unico, è quello dell'emarginazione. Il cantautore infatti spiegò in un'intervista del 1976:
L'emarginato di cui Gaetano parlava (il fratello figlio unico) non è quello tradizionalmente riconosciuto come potrebbe essere l'alcolista, il barbone o il drogato, ma è una persona qualunque. Il cantante arrivò alla conclusione che, paradossalmente, in fondo siamo tutti degli emarginati, dei figli unici:
Per rendere il concetto di questa solitudine interiore in maniera ancora più efficace, Rino scelse non a caso l'immagine del cane, presente sulla copertina dell'album. Il cantautore giustificò così la sua scelta:
Il tema diventa ancor più straziante nel brano Escluso il cane, un lamento di abbandono e smarrimento e, allo stesso tempo, un grido di rabbia contro la falsità del mondo.

### Politica

Un giovane Rino Gaetano

Gaetano fece il suo ingresso nel mondo discografico in un momento particolarmente caotico. Numerosi dibattiti erano nati in merito al rapporto tra i cantautori e le case discografiche, soprattutto per quel che riguardava i guadagni e i costi. Riguardo a questi problemi si vennero a creare diverse linee di pensiero: c'era chi mirava più ai guadagni, chi rimaneva idealista e militante e chi puntava a raggiungere il maggior pubblico possibile. Vari cantautori furono bersaglio di contestazioni durante i loro concerti, come quella a cui venne sottoposto De Gregori al PalaLido di Milano. Gaetano, in questo contesto, si mantenne alquanto defilato. Non condivideva molte pretese del pubblico come i prezzi popolari ai concerti, le radio libere e le copie omaggio dei dischi. Secondo il cantautore queste proteste non erano dettate tanto da necessità politiche o ideali di uguaglianza, quanto dalla volontà di ottenere gratis alcuni privilegi.
Allo stesso tempo, Gaetano non condivideva l'idea della canzone come strumento di lotta, come protesta, e tanto meno accettava l'idea del "cantautore militante". A differenza di suoi diversi contemporanei, l'artista crotonese rifiutò di schierarsi politicamente. La sua infatti era una critica a 360 gradi e riguardava tutta la classe politica italiana. Questo aspetto, già evidente nella canzone Nuntereggae più, lo divenne ancor di più nel brano Ti ti ti ti:
(da Ti ti ti ti - Rino Gaetano)
Anche per questo, Gaetano non può essere collocato in alcuna ideologia politica. Del resto il cantautore calabrese respingeva ogni sorta di collocazione e di etichetta, come si evince anche dalle parole del suo amico Bruno Franceschelli:
La censura, infatti, aveva più volte ritoccato e tagliato i testi di Gaetano. Il caso di Nuntereggae più fu il più clamoroso, ma non certo l'unico. In Ma il cielo è sempre più blu venne fatta eliminare la frase "chi tira la bomba, chi nasconde la mano". Persino in una canzone apparentemente leggera come Sfiorivano le viole la censura aveva estromesso una strofa sulla guerra del Vietnam: «Dopo tre giorni di prigionia viene rilasciato, nella foto con la moglie e i figli… E il governo di Hanoi proclama lo stato d'emergenza nelle zone colpite dalle bombe americane.»

## Stile
Uno dei leitmotiv, soprattutto nelle prime composizioni di Gaetano, fu quello del nonsense, un effetto che il cantautore cercò di ottenere in diversi modi; avvalendosi dell'utilizzo maccheronico dell'inglese, del francese o del tedesco (I love you Maryanna), utilizzando libere associazioni dal significato incomprensibile (Jacqueline), sfoggiando un linguaggio ironicamente aulico (E la vecchia salta con l'asta), raccontando un futuro onirico e surreale (A.D. 4000 d.C.) o adoperando banali giochi di parole (Sto colma e Scusa Mary). Talvolta sconfinava nella vera e propria demenzialità (Glu Glu). Gaetano arrivò a descrivere problematiche reali in modo goliardico e coniò figure quasi fumettistiche per esprimere in maniera ancor più diretta alcune sue riflessioni. Un classico esempio è quello dell'effendi, una figura che Gaetano descrisse in questo modo:
Nelle sue canzoni, inoltre, Gaetano utilizzò spesso delle voci off apparentemente prive di senso, ma che, nel contesto della canzone, acquisivano un particolare significato. In Nuntereggae più, per esempio, è presente un intervento politico di Berlinguer pronunciato con un'inflessione sarda («mi sia consentito dire, il nostro è un partito serio, certo…»). In La zappa... il tridente, il rastrello, la forca, l'aratro, il falcetto, il crivello, la vanga..., verso la fine del brano, si possono ascoltare dei messaggi pubblicitari riferiti alla mondanità (oroscopo, ricette, consigli di bellezza) che si contrappongono agli arnesi rurali del titolo e del ritornello, cantati a mo' di scioglilingua. A tal proposito, Rino dirà:
Gaetano, prendendo spunto dal teatro dell'assurdo, si avvalse dell'ironia, del sarcasmo e del paradosso per sondare la vera natura dell'uomo moderno, la falsità dei rapporti umani, l'incomunicabilità e i vari problemi che affliggevano la società del suo tempo. Mollica lo ricorda così:
L'artista calabrese non vedeva la necessità di usare forme complesse nell'espressione artistica, preferiva di gran lunga la semplicità. In un'intervista del luglio 1978 con Enzo Siciliano, Gaetano raccontò di come l'ispirazione per i testi e le musiche delle sue canzoni potesse arrivare improvvisamente, anche durante un semplice viaggio in auto o una gita in campagna.
Per quanto riguarda invece il ritmo, le canzoni di Rino dimostrano una grande varietà: si passa dal ritmo stile valzer di Rosita alla tarantella barocca di La zappa, il tridente..., dal ritmo funky di Rare tracce a quello armonioso e romantico (creato dalla chitarra e dagli archi) del brano Sei ottavi.

## Influenza sulla cultura di massa

Un ritratto di Rino Gaetano

In un suo articolo, scritto in occasione della fiction televisiva Rai, Aldo Grasso ricordava così il cantautore:
A quarant'anni dalla sua scomparsa, grazie in buona parte alla sua irriverenza verso la moda e le tendenze, alla sua formazione culturale e artistica da autodidatta, e alla sua visione del mondo così personale, Gaetano ha dimostrato di essere un "caso unico" nel panorama musicale italiano. Egli infatti non ha avuto dei veri e propri maestri e non è appartenuto ad alcuna corrente o scuola. Gaetano fu in tal senso un innovatore, come conferma Fiorello:
Negli anni dopo la sua scomparsa Gaetano è stato via via più apprezzato e la sua musica riscoperta, rivalutata e, forse, veramente capita, soprattutto dalle nuove generazioni, e questo risulta essere un segno della sua originalità e del suo ruolo di innovatore. Importante fu in proposito il primo raduno dei suoi fan al cimitero del Verano di Roma (il luogo dove è sepolto l'artista) il 2 giugno 2001, a vent'anni dall'incidente stradale in cui il cantautore perse la vita. Dopo questo tributo, le iniziative in suo onore aumentarono sempre più nel corso degli anni. Un'altra svolta significativa è stata la raccolta Sotto i cieli di Rino del 2003, che registrò sorprendenti cifre di vendita e segnò così la riaffermazione del cantautore calabrese dopo anni di oblio.
Molte delle canzoni di Gaetano sembrano non passare mai di moda e, anche diversi anni dopo la sua scomparsa, vengono trasmesse un po' dappertutto: nelle colonne sonore dei film e delle serie, nei concerti, nei programmi televisivi, nelle discoteche, negli spot e persino negli stadi. Da qualche anno infatti Ma il cielo è sempre più blu viene suonata allo stadio Olimpico durante il torneo delle VI Nazioni quando la Nazionale italiana di rugby segna dei punti o vince una partita ed è l'inno ufficiale del Crotone e, seppur non sia l'inno della squadra, la canzone risuona al Ferraris durante le partite della Sampdoria. Inoltre musicisti molto diversi tra loro come Daniele Silvestri, Alex Britti, Simone Cristicchi, Fabrizio Moro, Le luci della centrale elettrica, Ismaele Pipi, gli Articolo 31, Giusy Ferreri e Lucio Corsi hanno dichiarato più volte di essere stati influenzati da Gaetano nella loro formazione artistica.

## Discografia

Rino Gaetano da bambino

### Album in studio
- 1974 – Ingresso libero (It)
- 1976 – Mio fratello è figlio unico (It)
- 1977 – Aida (It)
- 1978 – Nuntereggae più (It)
- 1979 – Resta vile maschio, dove vai? (RCA Italiana)
- 1980 – E io ci sto (RCA Italiana)

### Album dal vivo
- 1981 – Q Concert (con Riccardo Cocciante e New Perigeo)

### Raccolte
- 1990 – Gianna e le altre...
- 1993 – Aida '93
- 1996 – Superbest
- 1998 – La storia
- 2003 – Sotto i cieli di Rino
- 2007 – Figlio unico
- 2008 – The Essential Rino Gaetano
- 2009 – Live & Rarities
- 2010 – E cantavo le canzoni
- 2014 – Solo con io
- 2019 – Ahi Maria 40Th
- 2021 – Istantanee e tabù

## Teatro
- Le creature di Pròteo, di Maria Teresa Albani, regia di Maria Teresa Albani, Roma, Folkstudio, 4 luglio 1972 (interpretazione del prologo di Del Cavaliere, colonna sonora e luci)

## Radio
- La canzone d'autore (Radio 1, 1978)

## Libri su Rino Gaetano
- Rino Gaetano. Il poeta contemporaneo, a cura di Alessandro Nicosia e Alessandro Gaetano, Gangemi Editore, 2024, ISBN  978-8849250787
- Michelangelo Iossa, Rino Gaetano. Sotto un cielo sempre più blu, Hoepli, 2021, ISBN 9788836004348
- Freddie Del Curatolo, Se mai qualcuno capirà Rino Gaetano. Le passioni, le suggestioni e le eredità del «fratello figlio unico» della canzone italiana, Arcana, 2021, ISBN 9788892770386
- Yari Salvatella, Rino Gaetano. Il figlio unico della canzone italiana, Bizzarro Books, 2017, ISBN 9788867181742
- Rino Gaetano. Essenzialmente tu. Matteo Persica, Odoya, 2017, ISBN 978-8862884297
- Rino Gaetano, Rino Gaetano. I Grandi Della Musica Italiana, Milano, Ricordi, 2000, ISBN 979-0520211048.

## Filmografia su Rino Gaetano

### Cinema
- Non voleva essere un giullare, regia di Paolo Scarlato - cortometraggio (2010)

### Televisione
- Rino Gaetano - Ma il cielo è sempre più blu, regia di Marco Turco - miniserie TV (2007)

### Programmi televisivi
- Ritratti, Rino Gaetano un folletto sempre più blu (Rai Tre, 2006)
- La storia siamo noi, Rino vive! – Ma il cielo è sempre più blu (Rai Due, 2007)
- Vite straordinarie (Rete 4, 2010)